# 布尔塔纳
布尔塔纳（羅馬化：Buldāna）是印度马哈拉施特拉邦布爾塔納縣的一个城镇。总人口62979（2001年）。

## 人口
该地2001年总人口62,979人，其中男性32,717人，女性30,262人；0—6岁人口8,216人，其中男4,462人，女3,754人；识字率77.41%，其中男性为82.40%，女性为72.01%。